# Северо-Агеевский
Северо-Агеевский — посёлок в Суворовском районе Тульской области России. 
В рамках административно-территориального устройства относится к Добринской сельской территории Суворовского района, в рамках организации местного самоуправления входит в Северо-Западное сельское поселение.

## География
Расположен в 17 км к северо-западу от города Суворова, на границе с Калужской областью.

## Население
| 2002 | 2010 |
| ---- | ---- |
| 605  | ↗637 |

## История
В советское время в Северо-Агеевском существовала шахта по добыче бурого угля. С 1960 года в посёлке действует психоневрологический интернат.